# Wirich VI. von Daun-Falkenstein
Wirich VI. von Daun-Falkenstein (* um 1542; † 11. Oktober 1598) war ein Adliger aus der Linie Daun-Falkenstein der Familie Daun. Er wirkte als Diplomat, Staatsmann und Politiker. Durch Abstammung und Erbe Herr von Broich und Bürgel, wurde er auch Mitglied der bergischen Ritterschaft und des bergischen Landtags, zudem Führer und Förderer der reformierten Partei am Niederrhein.

## Abstammung
Wirich kam um das Jahr 1542 als Sohn des Grafen Philipp II. von Daun-Falkenstein (* um 1514; † 1554) und dessen Ehefrau Maria Caspara von Holtey (* 1520; † 1558) auf die Welt.

## Leben
Wirich erbte nach dem Tod seines Vaters Philipp im Frühjahr 1554 die Herrschaft Broich und das Haus Bürgel. Obwohl sein Onkel Sebastian von Daun-Falkenstein gegen seine Legitimität kämpfte und ihm das Erbe streitig machte, wurde Wirichs Vormund Wilhelm V. (III.) von Bernsau (1514–1572), Herr von Hardenberg, bergischer Marschall und Amtmann von Solingen, schon am 29. September durch den Kurkölner Erzbischof Adolf von Schaumburg mit Haus Bürgel belehnt.
Zusammen mit seiner Schwester Magdalena (um 1546–1582) genoss Wirich auf Schloss Broich schulische Bildung von einem Schulmeister Heinrich. Wirich besuchte von 1557 bis 1559 Schulen in Duisburg und Düsseldorf. Am 16. Juli 1562 immatrikulierte er sich zusammen mit seinem Vetter Sebastian von Daun-Falkenstein-Oberstein (* um 1546; † 1615) und dem Präzeptor Anton Schimel in Tübingen. Zu Ehren des litauischen Fürsten Mikołaj Krzysztof Radziwiłł, des ehemaligen Bischofs Pietro Paolo Vergerio sowie der Grafen Wirich und Sebastian von Daun-Falkenstein wurden am 14. Februar 1565 in deren Anwesenheit die Magister-Promotionen von 11 Studenten durchgeführt, darunter die von Simon Studion. Nach 3½ Jahren in Tübingen folgte eine Studienreise nach Frankreich. Später studierte Wirich an der Universität Ferrara.
Im Jahr 1563 erkannte Herzog Wilhelm von Jülich-Kleve-Berg die Legitimität Wirichs an und belehnte dessen Vormund Wilhelm V. (III.) von Bernsau mit Schloss und Herrlichkeit Broich sowie mit dem Hofe zum Biege im bergischen Amt Angermund.
Obwohl Wirich schon seit längerer Zeit seine Geschäfte ohne Vormund abwickelte, wurde er selbst erst am 24. August 1568 von Herzog Wilhelm mit der Herrschaft Broich und dem Hofe zum Biege belehnt. Im März 1573 erfolgte dann auch die Belehnung mit Bürgel durch Erzbischof Salentin von Isenburg.
Im Hinblick auf die bedrohliche Lage am Niederrhein ließ Graf Wirich im Jahr 1572 die Herrschaft mit 70 Büchsen aus Essen aufrüsten und die Landwehren und Schlagbäume sichern.
Im Januar 1573 wurde Wirich von Herzog Wilhelm erbeten, dessen frisch verlobte Tochter Prinzessin Marie Eleonore im Sommer nach Königsberg zur Hochzeit mit Herzog Albrecht Friedrich von Preußen am 23. August zu begleiten. Dieser Termin konnte jedoch nicht eingehalten werden, sodass sich der stattliche Zug erst am 4. August auf den Weg machte und am 8. Oktober in der preußischen Hauptstadt ankam. Die Festlichkeiten litten sehr unter dem Zustand des Bräutigams, der an Melancholie krankte und nur mit Mühe zur Trauung bewegt werden konnte, die schließlich am 14. Oktober in aller Eile stattfand. Die Vorstellung, die Prinzessin jetzt bei diesem Mann alleine zu lassen, wird Wirich schwergefallen sein. Mitte Dezember war er wieder zurück auf Schloss Broich.
Schon im folgenden Jahr bat der Herzog ihn erneut, jetzt dessen Tochter Prinzessin Anna zur Hochzeit nach Neuburg an der Donau zu begleiten. An dieser Reise nahm auch seine Tante Gräfin Amöna von Daun teil, die Witwe von Gumprecht II. von Neuenahr-Alpen. Die Vermählung mit Pfalzgraf und Herzog Philipp Ludwig von Pfalz-Neuburg fand am 28. September 1574 statt.
Am 13. Februar 1575 vermählte Wirich seine einzige Schwester Magdalena mit Wilhelm VI. (IV.) von Bernsau (1550–1595/96), dem Sohn seines einstigen Vormunds. Magdalena bekam von ihrem Bruder eine Mitgift von 8000 Talern gegen den Verzicht auf die Herrschaft Broich. Da im nachfolgenden Jahr Wilhelm V. (III.) von Bernsau starb, wurde Wirichs Schwager Erbe der Herrschaft Hardenberg.
Im Sommer 1576 nahm Wirich stellvertretend an der Taufe der Enkelin Anna des Herzogs teil. Dies schien aber nicht der einzige Grund gewesen zu sein, nach Königsberg zu reisen, da es in dem Geleitbrief hieß: „… in etzlichen angelegenen Sachen und Geschäften…“. Von Seiten Herzogin Marie Eleonores wurde Wirich beauftragt, ihr einen Gesandten zu schicken, der als „…freundlicher und tröstlicher Beistand …“ an den Hof in Königsberg kommen sollte. Diese Bestimmung wurde später dem klevischen Rat Dietrich von Eickel übertragen. Anfang November kehrte Wirich an den bergischen Hof zurück und erstattete dem Herzog mündlich Bericht.
Anfang November 1577 wurden dem Landtag in Grevenbroich allerlei Beschwerden aus den Herzogtümern wegen der Beeinträchtigung evangelischer Glaubensgenossen vorgetragen. Die Rechtfertigung Herzogs Wilhelm bestand darin, dass er als Landesherr die Konfession seiner Untertanen zu bestimmen habe. Er stellte die Reformierten mit Sektierern und Täufern auf eine Stufe und drohte mit den schlimmsten Strafen. Entsprechend seiner reformierten Gesinnung stellte sich Wirich seit dieser Erklärung des Herzogs durchaus mehr auf die Seite der Opposition und entwickelte sich zum Wortführer der Protestanten.
Als Vertretung von Herzog Wilhelm nahm Wirich am 10. Dezember 1577 in Bonn an der Hochzeit des zurückgetretenen Erzbischofs Graf Salentin von Isenburg mit Gräfin Antonia Wilhelmina von Arenberg teil. Wirich hatte zwar versucht, sich von dieser Aufgabe zu befreien, aber der Herzog bestand darauf, weil er sich in jeder Beziehung auf ihn verlassen hatte.
Am 18. Dezember 1578 heiratete Wirich Elsabeth (Lisia) (1544–1586), die Schwester seines Freundes Graf Hermann von Manderscheid-Blankenheim (1535–1604). Elsabeth war seit dem Jahr 1575 Fürstäbtissin des Reichsstifts Essen und resignierte vor der Hochzeit am 14. Mai 1578 im Beisein ihres Bruders Bischof zu Straßburg Johann IV. von Manderscheid-Blankenheim.
Wirich wurde im Herbst 1579 noch einmal von Herzog Wilhelm aufgefordert, eine seiner Töchter zur Hochzeit zu begleiten. Diesmal sollte Prinzessin Magdalena in Bergzabern Herzog Johann von Zweibrücken heiraten. Wirich wollte aber wegen seiner hochschwangeren Frau Elsabeth Broich nicht verlassen und entschuldigte sich in einem Schreiben vom 10. September beim Herzog. In diesem Monat wurde das erste Kind des Grafenpaars geboren, eine Tochter, die den Namen Margarete erhielt.
Seit dem Jahr 1578 hatte die Bedrohung des Herzogtums Berg durch spanische und staatische Söldnertruppen infolge des Achtzigjährigen Kriegs immer mehr zugenommen. Auf den Landtagen in Düsseldorf im November 1579 und in Urdenbach im April 1580 hatte Wirich, der betont auf protestantischer Seite stand, regen Anteil genommen. Hierbei profilierte er sich innerhalb der Ritterschaft so stark, dass er als ein wichtiger Repräsentant der bergischen und niederrheinischen Protestanten angesehen wurde. Er erwies dessen ungeachtet jedoch regelmäßig seine militärische Neutralität und versuchte die Herrschaft Broich durch Mahn- und Bittschreiben aus unmittelbaren Kämpfen herauszuhalten.
Nach dem Tod seiner Schwester Magdalena im Jahr 1582 und nach Bitten seines Schwagers Wilhelm VI. (IV.) von Bernsau 1586 übernahm er die Vormundschaft für dessen Kinder erster Ehe, Philipp Wilhelm (1576/77–1633), Amöna Walburg und Wirich (1582–1656).
Im Jahr 1585 wurde Wirich mehrfach in die Friedensgespräche zwischen seinem Cousin Graf Adolf von Neuenahr und dem Kölner Erzbischof Ernst von Bayern eingebunden. Adolf war während des Truchsessischen Krieges Oberbefehlshaber der Truppen des exkommunizierten, ehemaligen Erzbischofs Gebhard von Waldburg.
Am 3. Juli 1597 belehnte Herzog Johann Wilhelm von Jülich-Kleve-Berg Wirich von Daun als Vormund der minderjährigen Philipp Wilhelm und Wirich von Bernsau mit Herrschaft und Schloss Hardenberg.

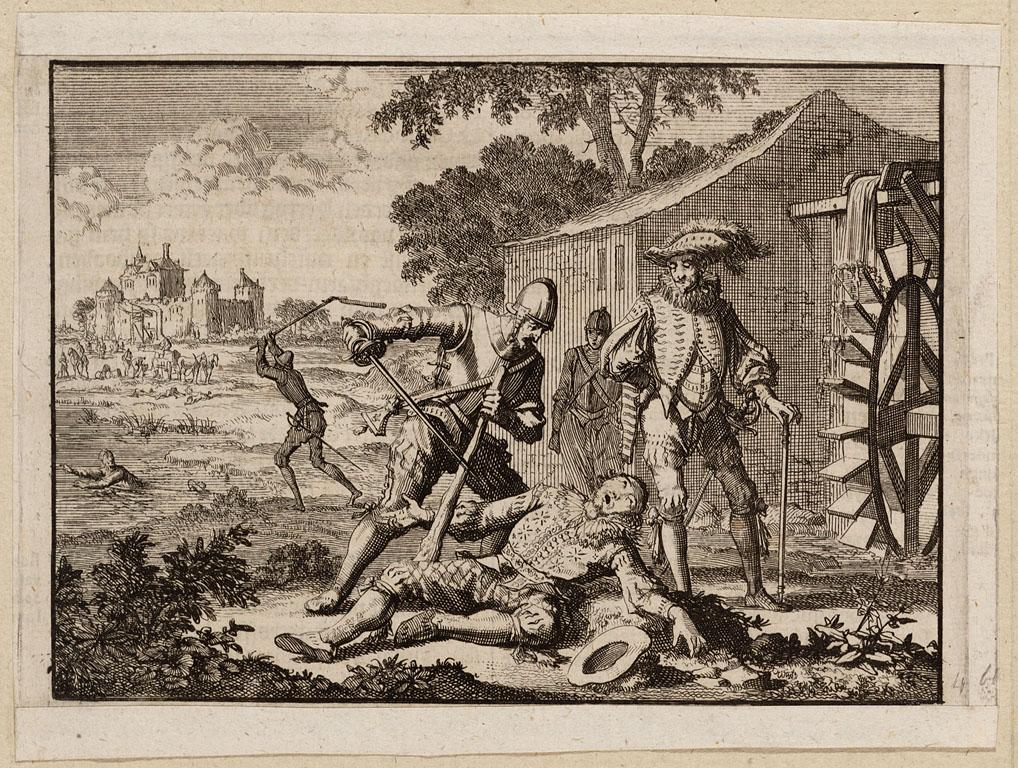
Der Mord an Wirich durch die Spanier, Kupferstich von Jan Luyken von 1698

Wegen der Gefahr durch die in Orsoy einquartierten spanischen Söldner unter Admiral Francisco de Mendoza schickte Wirich seine Familie am 4. Oktober 1598 in die Herrschaft Hardenberg. Am folgenden Tag rückte auf Befehl Mendozas eine Truppe von 5000 Söldnern vor die Burg Broich und begann sie zu belagern. Vergeblich bestand Wirich auf seine Neutralität und sah sich nach erfolglosen Verhandlungen schließlich gezwungen, das Feuer zu eröffnen. Nach starkem Beschuss der Widersacher musste Wirich am nächsten Morgen kapitulieren. Trotz eidlicher Zusicherung des freien Abzugs wurden die rund 200 Burgleute samt Knechten, Mägden, Frauen und Kindern vor den Toren niedergemetzelt und Wirich gefangen genommen. Am 11. Oktober wurde er bei einem Freigang nahe dem Schloss von seinen zwei spanischen Bewachern niedergeschlagen und erstochen. Die Leiche wurde enthauptet, mit Schwarzpulver überstreut und schließlich bis zur Unkenntlichkeit verbrannt. Die Nachricht vom Mord an Wirich verbreitete sich schnell in ganz Deutschland und rief Empörung und Teilnahme hervor. Am 6. Februar 1607 wurde auch Wirichs Sohn Wirich jun. von Spaniern umgebracht. Er wurde bei Sterkrade ausgeraubt und erschossen. Seit 1605 stand Wirich jun. als Offizier im Heer des niederländischen Regenten Moritz von Oranien und kämpfte mit ihm gegen die spanischen Truppen.

## Ehen und Nachkommen
⚭ (I) 1578 mit Gräfin Ursula von Pfalz-Veldenz (* 3. April 1543; † 1578), Tochter des Pfalzgrafen Ruprecht von Veldenz
⚭ (II) 18. Dezember 1578 mit Gräfin Elsabeth (Lisia) von Manderscheid-Blankenheim (* 3. April 1544 auf Schloss Dillenburg; † 3. September 1586), Schwester des Bischofs von Straßburg Johann IV. von Manderscheid-Blankenheim, Fürstäbtissin des Reichsstiftes Essen, seit 1578 resigniert. Sie hatten folgende Kinder:
- Margarete (* September 1579; † 28. Dezember 1611 auf Kloster Mariental)

- Walburga Anna (* 3. November 1580; † 29. Juni 1618)
⚭ (I) 26. Mai 1612 mit Graf Johann (* 13. April 1567; † 6. Novemberjul. / 16. November 1613greg.), Sohn von Hermann Georg von Limburg-Styrum
⚭ (II) 23. November 1615 mit Reinhard von Solms-Braunfels (* 27. März 1573; † 16. Mai 1630)

- Johann Adolf (* 5. Juni 1582; † 13. März 1623)
⚭ 3. Februar 1611 mit Anna Maria (* 3. März 1589; † 27. Februar 1620), Tochter von Johann von Nassau-Siegen

- Wirich (* 1582; ermordet am 6. Februar 1607)

⚭ (III) 9. März 1596 mit Gräfin Anna Margarethe von Manderscheid-Gerolstein  (* 10. August 1575; † 4. März 1606), Stiftsdame am Reichsstift Essen. Sie hatten folgende Tochter:
- Margarete Maria (* 1597; † 1620)
⚭ 12. März 1616 mit Walram von Brederode (* 1597; † Januar 1620)